# Temporalis (kasus)
Temporalis er i grammatik en kasus, som angiver et tidspunkt.
Temporalis findes som adverbialkasus i bl.a. finsk samt i ungarsk med bøjningsendelsen -kor.